# Velkavrh
Velkavrh je priimek več znanih Slovencev:
- Alenka Velkavrh, arhitektka
- Andrej Velkavrh (*1959), meteorolog, sinoptik, TV napovedovalec; turni smučar?
- Boštjan Velkavrh (*1977), pevec in besedilopisec zabavne (rock) glasbe
- Danica Velkavrh (*1931), novinarka, debatna stenografka
- France Velkavrh (*1933 - 2020=?), snemalec in oblikovalec zvoka (v filmu)
- Ivan Velkavrh (1844 - 1926), oficir, rodoljub, mecen
- Marija Velkavrh (Saša, r. Kranjc) (1941 - 1989), RTV napovedovalka, 1. voditeljica TV dnevnika (z Vilijem Vodopivcem)
- Marko Velkavrh (*1945), lutkar, animator marionet
- Miha Velkavrh (*1952), pravnik, odvetnik, publicist (Slovensko panevropsko gibanje), pesnik
- Uroš Velkavrh, vodja NLB izobraževalnega centra
- Valentina Velkavrh, knjižničarka

## Glej še
- priimek Velkovrh

- priimek Velkaverh (Dušan Velkaverh 1943 - 2016, besedilopisec)